# 50e bataillon de chars de combat
Pour les articles homonymes, voir 50e bataillon.
Le 50e bataillon de chars de combat (50e BCC) est une unité de l'Armée française pendant la Seconde Guerre mondiale. Créé le 21 mai 1940 et affecté à la défense de Paris avec la garde républicaine mobile (GRM), il ne combat pas lors de l'invasion allemande mais doit rester dans la capitale occupée jusqu'à sa dissolution le 10 septembre 1940.

## Historique
Le 50e BCC est créé à partir de réservistes mal instruits issus des bataillons d'instruction des chars. Ses chars sont des Renault FT (à mitrailleuse modèle 31) qui avaient été utilisés pour l'instruction des 40e et 48e BCC. Formé de trois compagnies de chars et d'une compagnie d'échelon, le 50e BCC est commandé par le chef de bataillon Félix Brossat.
Formé à Satory le 19 mai 1940, il rejoint Domont le 23 mai 1940. Sa mission est de lutter contre d'éventuelles attaques aéroportées tout en continuant à s’instruire. Il reste sans ordres jusqu'à son rattachement au gouvernement militaire de Paris le 1er juin 1940.
Du 5 au 7, la 1re compagnie rejoint la 23e légion de GRM au Plessis-Robinson, la 2e la 21e légion à Thiais et la 3e la 22e légion à Aulnay-sous-Bois. Le 12, la 1re compagnie part à Courbevoie.
Le 13, les compagnies sont regroupées à Bagneux puis au fort de Montrouge sur ordre du général Gest commandant la brigade mixte de Gendarmerie. La ville de Paris est déclarée ville ouverte mais le 50e BCC, qui n'a pas combattu, reçoit l'ordre de rester,. Le 15 juin, les Allemands sont surpris par la présence des chars et, après demandes d'explications à la Gendarmerie, désarment le bataillon. Les militaires sont consignés au fort de Montrouge, jusqu'à la dissolution du bataillon le 10 septembre 1940.